# Moravští Slováci

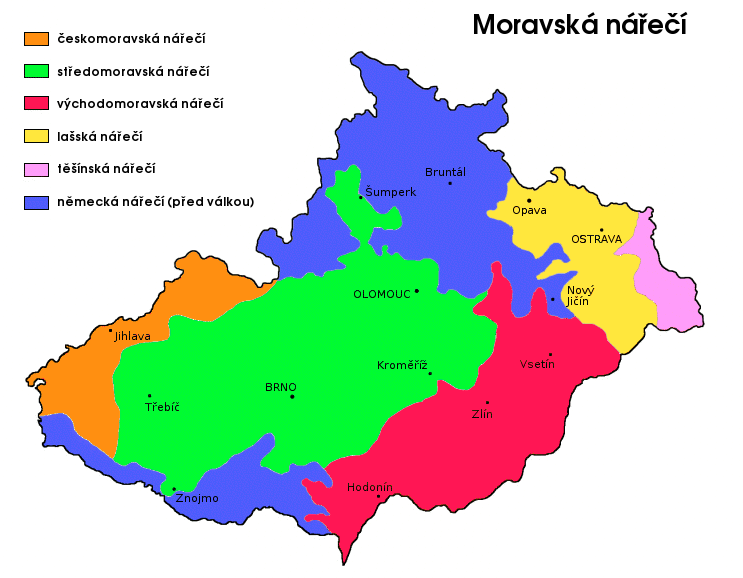
Základní rozdělení moravských nářečí. Oblast moravskoslovenských nářečí vyznačena růžově.

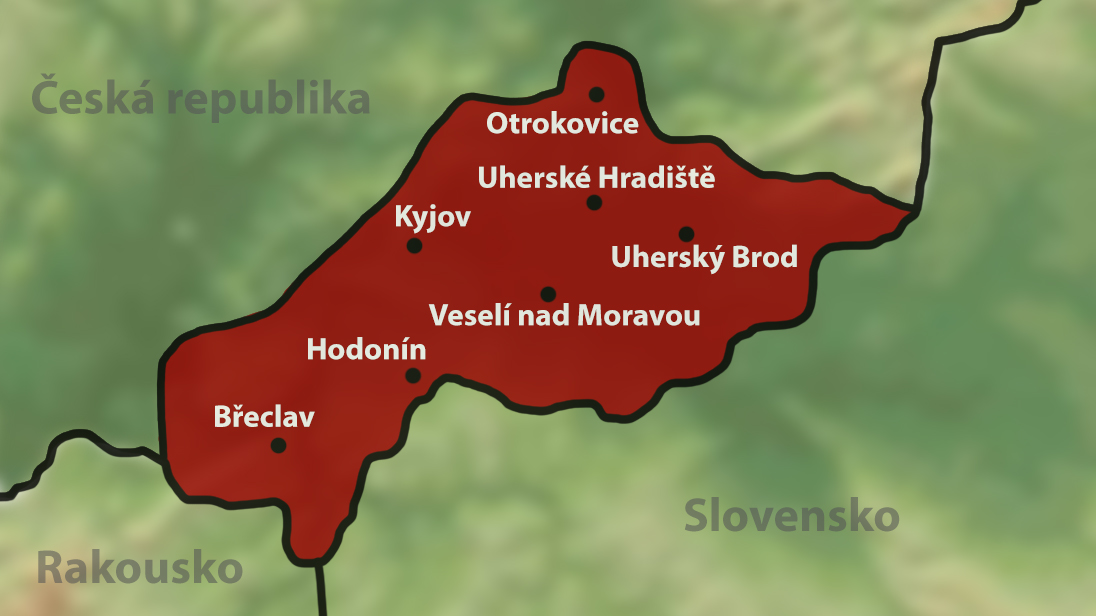
Přibližný rozsah Slovácka

Moravští Slováci jsou v obecném smyslu původní obyvatelé moravské národopisné oblasti Slovácka a v širším pojetí také Valašska, tedy oblasti užívání východomoravských (neboli tzv. moravskoslovenských) nářečí. Přídomek „Moravští“ je nezbytný na odlišení od vlastních Slováků, neboť Moravští Slováci se řadí mezi Moravany (a národnostně se vesměs považují za Čechy). Za tímto účelem byli ve starších pracích rozlišování Slováci moravští a Slováci uherští. Pro samotnou oblast Slovácka bylo dříve užíváno také názvu Moravské Slovensko. Odvozené termíny slovácký, Slovácko jsou naproti tomu samy o sobě odlišené od označení slovenský, Slovensko (takto ovšem pouze v češtině a slovenštině; v angličtině Moravian Slovakia). 
Tomáš Garrigue Masaryk, který v tomto regionu vyrůstal uvedl: ‚‚nějakého rozdílu mezi Slováky uherskými a moravskými, mezi kterými jsem jako dítě rostl, nebyl jsem si vědom." Tyto rozdíly si uvědomil až později.
Moravští Slováci jsou jednou ze základních skupin tvořících Moravany, vedle Hanáků, Horáků, Lachů a případně Valachů. Udržují si silnou regionální identitu, zároveň s dále diferencovanou lokální identitou podle dílčích národopisných oblastí (Dolňáci, Horňáci, Zálešáci, Podlužáci apod.).
Jako Moravští Slováci se zpravidla neoznačují na Moravě žijící občané slovenské národnosti – to jsou obecně příslušníci slovenské menšiny v Česku. Ti mají na území Slovácka a Valašska podobné zastoupení jako v jiných částech Moravy. Jejich přítomnost tedy nemá souvislost s vymezením oblasti moravskoslovenských nářečí.

## Velké Slovensko
Historickou a kulturní spřízněnost Moravských a „slovenských“ Slováků se po vyhlášení protektorátu pokusili využít moravští iredentisté, kteří s podporou klerofašistického Slovenska usilovali o přičlenění Slovácka ke Slovenské republice. V popředí těchto snah stála skupina Národopisná Morava, sdružená kolem osoby Jana Uprky. Ten spolu s Josefem Vávrou 15. března 1939 v Hroznové Lhotě vydal prohlášení o příslušnosti Moravských Slováků ke slovenskému národu. Žádost o přičlenění Slovácka ke Slovenské republice byla zaslána také Adolfu Hitlerovi. Slovensko oficiálně vzneslo požadavek na připojení jihovýchodní Moravy ke Slovensku a tím k vytvoření tzv. Velkého Slovenska. Tyto snahy se však s podporou nacistického Německa nesetkaly a Slovácko zůstalo součástí protektorátu. Tématu slováckého iredentismu byla věnována pozornost v epizodě pořadu Historie.cs.